# Walter Rizzetto
Walter Rizzetto (San Vito al Tagliamento, 27 giugno 1975) è un politico italiano.

## Biografia
Nato il 27 giugno 1975 a San Vito al Tagliamento, in provincia di Pordenone, consegue la maturità classica nel Collegio Marconi di Portogruaro e si iscrive alla facoltà di Giurisprudenza presso l'Università degli Studi di Trieste, senza tuttavia conseguire il titolo di laurea. Lavora come libero professionista nell'ambito commerciale.

### Attività politica

#### Gli inizi ed elezione a deputato
Alla elezioni comunali in Friuli-Venezia Giulia del 2012 si candida nel comune dove risiede, Tricesimo, come sindaco per il Movimento 5 Stelle, ottenendo il 7,59% senza risultare eletto.
Alle elezioni politiche del 2013 viene candidato alla Camera dei deputati, come capolista per il Movimento 5 Stelle nella circoscrizione Friuli-Venezia Giulia, venendo eletto deputato. Dal 7 maggio 2013 ha assunto la vicepresidenza della 11ª Commissione Lavoro pubblico e privato.
Il 26 gennaio 2015 annuncia, assieme ad altri 8 deputati (Tancredi Turco, Mara Mucci, Aris Prodani, Samuele Segoni, Eleonora Bechis, Marco Baldassarre, Sebastiano Barbanti, Gessica Rostellato) e il senatore Francesco Molinari, la sua fuoriuscita dal Movimento 5 Stelle, accusandolo di fare una opposizione "duramente distruttiva, becera, casinista", andando a formare il successivo 5 febbraio con Massimo Artini (espulso dal M5S) la nuova componente "Alternativa Libera" nel gruppo misto alla Camera, a cui si aggrega Possibile di Pippo Civati e ne diventa il capogruppo.
Il 17 novembre 2015, in disaccordo con le scelte politiche fatte da "Alternativa Libera", abbandona la componente e torna in quella dei Non iscritti.

#### Adesione a Fratelli d'Italia e rielezione
Il 22 marzo 2016, durante una conferenza stampa presso la Camera dei deputati assieme a Giorgia Meloni, annuncia, dopo diversi mesi di collaborazione politica, la sua ufficiale adesione a Fratelli d'Italia - Alleanza Nazionale, a cui commenta: "In questa scelta non c’è opportunismo politico. Questo non ci interessa. Siamo qui per lavorare. È una scelta di cuore, non di calcoli o di percentuali".
Alle elezioni politiche del 2018 viene ricandidato alla Camera, tra le liste di Fratelli d'Italia nel collegio plurinominale Friuli-Venezia Giulia - 01, venendo rieletto deputato. Nella XVIII legislatura della Repubblica è stato componente della 11ª Commissione Lavoro pubblico e privato e della Commissione parlamentare d'inchiesta sulla morte di David Rossi. Dal 15 novembre 2018 ricopre l'incarico di coordinatore regionale di Fratelli d'Italia in Friuli-Venezia Giulia.

#### Presidente della Commissione Lavoro
Alle elezioni politiche anticipate del 2022 viene ricandidato alla Camera nel collegio uninominale Friuli-Venezia Giulia - 02 (Udine), sostenuto dalla coalizione di centro-destra in quota Fratelli d'Italia, venendo rieletto deputato con il 51,55% dei voti e superando con più del doppio rispetto al principale candidato del centro-sinistra Manuela Celotti (24,91%). Nella XIX legislatura ricopre l'incarico di presidente della 11ª Commissione Lavoro pubblico e privato della Camera.

### Proposte di legge
Sia nella XVII che nella XVIII legislatura Rizzetto ha proposto l'abrogazione della legge Mosca (sulla regolarizzazione di periodi lavorativi pregressi in favore dei dipendenti dei sindacati e dei partiti politici) e l'introduzione di norme a tutela dei diritti degli animali.